# المحس

المحس من القبائل السودانية النوبية الكبيرة و المعروفة وهم إحدى القبائل المكونة للبلاد (الدناقلة، المحس، السكوت، العيلفون، الكنوز) يرجع نسبهم إلى محمد محسى . ويقطنون ديار المحس ، وغالب ولايات السودان كالولاية الشمالية ونهر النيل وولاية الجزيرة والخرطوم والنيل الأبيض وأرجاء من البطانة وسنار وكسلا والبحر الأحمر والقضارف وكردفان وسكن المحس منذ القرن الخامس عشر جزيرة توتي الكبرى بولاية الخرطوم. 
تمتد أرض المحس على ضفتي النيل لما يزيد عن ال150 كيلومترا و يمتاز النيل في منطقة المحس بكثرة تعرجاته و كثرة الجنادل و الصخور و العديد من الجزر المأهولة بالسكان منها جزر سمت، مسل، ناب، نارنارتي، موقا، و ارتيمري. عدد قرى المحس 45 قرية من أشكان جنوبا إلى واوا شمالا و أكبر قرى المحس هي قرية مشكيلة و مركز المحس هو دلقو.

##### اصل المحس
ويجمع كل فروع المحس أنهم نوبيون إختلطو ببعض الأجناس الأخرى.وينقسم المحس بصورة عامة إلى محس الشمال الذين يتكلمون اللغة النوبية بجانب العربية ومحس الوسط الذين هاجروا في القرن الخامس عشر الميلادي إلى وسط السودان ويتكلمون العربية فقط.

## الآثار والشخصيات المشهورة في القبيلة
وقد اشتهر المحس بنشر العلم الإسلامي والقرآن الكريم وقد اشتهر شيوخهم أيام دولة الفونج ومنهم : إدريس ود الأرباب وأرباب العقائد الخشن، وخوجلي أبو الجاز، وإمام أبو جنزير.
كما توجد بمنطقة قبيلة المحس آثار من فترة كوش ومروي و الكثير من الكنائس و الحصون من فترة الممالك المسيحية النوبية نوباتيا والمقرة. كما تنتشر القباب الإسلامية في جل قرى المنطقة.